# Yu Debin
Yu Debin (eredetileg 于德斌, Yu Debin, magyaros átírásban Jü Tö-pin)(Északkelet-Kína, 1964. november 15. –) kínai, Magyarországon élő vállalkozó és színész.

## Életpálya
A Csilin tartományban található Csangcsunban nőtt föl. Szülei és testvérei Mandzsúriában laknak. Az 1987-es államközi szerződés értelmében érkezett Győrbe – egyike volt a 350 kínai fiatalnak. A Rába vagongyárban dolgozott. Ekkor tanult meg magyarul. A ’90-es évek első éveiben – amikor szerződése lejárt – költözött Budapestre. Piacozott, kínai-koreai éttermet nyitott, kereskedőként dolgozott.
Miklauzic Bence 2011-ben bemutatott filmjének, A zöld sárkány gyermekeinek egyik főszereplője volt – ezzel indult el színészi pályafutása. Színpadon 2015 októberében debütál a Pesti Magyar Színházban A konyha című, Lengyel Ferenc rendezte színdarabban.
A 2015. január elején bejegyezett Cinema Magyar-kínai Művészeti és Kulturális Egyesület elnöke és alapítója Xue Yanping kínai írónővel,  Miklauzic Bence rendezővel, Lengyel Ferenc és Rátóti Zoltán színészekkel.
2002-ben megnősült, felesége klasszikus zenész (ütőshangszeren játszik). Egy gyermekük van, Kevin (2009).
Kedveli a régi magyar filmeket, szabadidejében szívesen fotóz. A kultúra közvetítésének alapköve szerinte a gasztronómia.

## Filmes szerepei
- Drága örökösök – A visszatérés (sorozat, 2022) - Kínai utas
- Keresztanyu (akciósorozat, 2022) – Kínai beszállító
- Pesti balhé (akció-vígjáték film, 2020) - Mr. Li
- A tökéletes gyilkos (bűnügyi játékfilm, 2017) - kínai
- Parkoló (játékfilm, 2014) - kínai alkalmazott
- Isteni műszak (vígjátékfilm, 2013) - Lao
- A zöld sárkány gyermekei (játékfilm, 2010) - Wu, a raktáros

## Színházi szerepei
- Arnold Wesker,  Lőrinczy Attila: A konyha - Chef (Pesti Magyar Színház, 2015)